# Palazzo Municipale (Pirano)
Il Palazzo Comunale (Mestna hiša in sloveno) è situato in piazza Giuseppe Tartini, nel centro storico della cittadina slovena di Pirano.

## Storia
Il vecchio palazzo comunale romanico-gotico eretto dai veneziani nel XIII secolo fu demolito nel 1877. Il nuovo edificio, progettato dall'architetto Righetti e costruito sui resti del precedente municipio, venne realizzato in forme neorinascimentali e terminato nel 1879.

## Descrizione
Sulla facciata è affisso un leone marciano originariamente collocato sul municipio veneziano smantellato nella seconda metà del XIX secolo.
Nella sala del consiglio comunale è conservata la tela Madonna con Bambino e Santi tra notabili piranesi attribuita al Tintoretto o alla sua scuola.